# Controvérsia
Uma controvérsia (do latim controversia) ou disputa é uma questão de opinião sobre a qual as partes discordam ativamente, argumentam ou debatem. Controvérsias podem variar em tamanho, indo desde disputas privadas entre dois indivíduos até desentendimentos em larga escala entre sociedades.
Áreas perenes de controvérsia incluem religião, filosofia e política. Controvérsias em questões teológicas têm sido particularmente inflamadas, dando origem à frase odium theologicum. Questões controvertidas são tidas como potencialmente divisoras numa dada sociedade, porque levam à tensão e má vontade. Algumas controvérsias são consideradas tabu para muitas pessoas, a menos que a sociedade possa encontrar um terreno comum para compartilhar e discutir os sentimentos de seu povo sobre determinado assunto controverso.

## Psicologia
Controvérsias são frequentemente percebidas como um resultado da falta de confiança da parte de um dos argumentadores – como sugerido pela lei de controvérsia de Benford, que apenas fala sobre falta de informação ("paixão é inversamente proporcional a quantidade de informação verdadeira disponível"). Por exemplo, numa análise da controvérsia política sobre a mudança climática, que é excepcionalmente virulenta nos Estados Unidos, foi proposto que aqueles que se opõem ao consenso científico o fazem por não terem informações suficientes sobre o tópico. Em contrapartida, um estudo feito com 1 540 adultos americanos relatou que níveis de educação científica correlacionam com a força da opinião na mudança climática, mas não em que lado do debate a pessoa estaria.
O fenômeno enigmático de dois indivíduos serem capazes de chegar em diferentes conclusões depois de serem expostos aos mesmos fatos têm sido frequentemente explicado (particularmente por Daniel Kahneman) pela referência a "limitação da racionalidade" – em outras palavras, que a maior parte dos julgamentos são tomados usando heurísticas que agem rapidamente que funcionam bem em situações diárias, mas não são ideais para a tomada de decisões sobre assuntos complexos como mudança climática. A ancoragem tem sido particularmente identificada como relevante em controvérsias de mudanças climáticas uma vez que foi descoberto que indivíduos tendem a ser mais positivamente inclinados a acreditar em mudança climática se a temperatura externa está maior, se eles são induzidos a pensar sobre o calor, e se eles são expostos a temperaturas altas quando pensam sobre aumentos futuros de temperatura causados pela mudança climática. 

### Citações
1. ↑  Maria Alice Capocchi Ribeiro. «Século XX: o século da controvérsia na Lingüística Aplicada  e no ensino de Gramática». Consultado em 24 de novembro de 2008
2. ↑  Ungar 2000.
3. ↑  Pidgeon 2011.
4. ↑  Kahan et al. 2011.
5. ↑  Kahneman 2003.
6. ↑  Tversky & Kahneman 1974.
7. ↑  Joireman, Truelove & Duell 2010.